# Waldo Ponce
Pour les articles homonymes, voir Ponce (homonymie).
Waldo Ponce est un footballeur chilien né le 4 décembre 1982 à Los Andes au Chili.
Il joue actuellement au poste de défenseur dans le club chilien de l'Universidad de Concepción.
Il est aussi un des défenseurs de l'équipe du Chili avec laquelle il a été sélectionné pour jouer la Coupe du monde de football 2010.

## Palmarès
- Vélez Sarsfield
  - Vainqueur du Championnat de Clôture d'Argentine : 2009
- CD Universidad Católica
  - Vainqueur du Championnat du Chili : 2010